# Championnats pan-pacifiques 2006
Navigation
Édition précédente Édition suivante
Les 10es Championnats pan-pacifiques se déroulent à Victoria (Canada), du 17 au 20 août 2006.
36 épreuves sont au programme de ces championnats, 34 de natation en bassin, disputées au Saanich Commonwealth Place Pool et 2 épreuves de 10 km en eau libre.
Lors de ces championnats, six records du monde ont été battus alors qu'un seul l'avait été lors de l'édition précédente, en 2002.
Les records des championnats ont été battus à 16 reprises chez les hommes et 15 reprises chez les femmes, vingt-quatre fois lors des finales et sept fois lors des séries.

## Calendrier des épreuves
(en) Calendrier sur le site officiel

## Records du monde battus
- le 17 août : 
  - 200 m papillon par Michael Phelps, en 1 min 53 s 80
  - 200 m papillon par Jessicah Schipper, en 2 min 05 s 40
- le 19 août : 
  - 200 m dos par Aaron Peirsol, en 1 min 54 s 44
  - relais 4 × 100 m nage libre par le relais des États-Unis, composé de Michael Phelps, Neil Walker, Cullen Jones et Jason Lezak, en 3 min 12 s 46
- le 20 août : 
  - 200 m brasse par Brendan Hansen, en 2 min 08 s 50
  - 200 m 4 nages par Michael Phelps, en 1 min 55 s 84

## Tableau des médailles
| Rang | Nation         | Or | Argent | Bronze | Total |
| ---- | -------------- | -- | ------ | ------ | ----- |
| 1    | États-Unis     | 26 | 18     | 4      | 48    |
| 2    | Japon          | 3  | 8      | 13     | 24    |
| 3    | Australie      | 2  | 5      | 12     | 17    |
| 4    | Canada         | 2  | 3      | 3      | 8     |
| 5    | Corée du Sud   | 2  | 1      | 1      | 4     |
| 6    | Afrique du Sud | 1  | 2      | 1      | 4     |
| 7    | Chine          | 0  | 1      | 1      | 2     |
| 8    | Brésil         | 0  | 0      | 2      | 2     |
|      | Total          | 36 | 36     | 37     | 109   |

- Deux médailles de bronze ont été décernées pour le 100 m nage libre messieurs

## Podiums des épreuves de natation en bassin

### Hommes
| Épreuves             | Or                                                                  | Or               | Argent                                                            | Argent         | Bronze                                                                 | Bronze         |
| -------------------- | ------------------------------------------------------------------- | ---------------- | ----------------------------------------------------------------- | -------------- | ---------------------------------------------------------------------- | -------------- |
| Nage libre           |                                                                     |                  |                                                                   |                |                                                                        |                |
| 50 m                 | Cullen Jones                                                        | 21 s 84 RC       | Roland Schoeman                                                   | 22 s 12        | Brent Hayden                                                           | 22 s 22        |
| 100 m                | Brent Hayden                                                        | 48 s 59 RC       | Jason Lezak                                                       | 48 s 76        | Eamon Sullivan Roland Schoeman                                         | 49 s 09        |
| 200 m                | Klete Keller                                                        | 1 min 46 s 20    | Tae Hwan Park                                                     | 1 min 47 s 51  | Zhang Lin                                                              | 1 min 47 s 59  |
| 400 m                | Park Tae-hwan                                                       | 3 min 45 s 72    | Zhang Lin                                                         | 3 min 47 s 07  | Klete Keller                                                           | 3 min 47 s 17  |
| 800 m                | Andrew Hurd                                                         | 7 min 55 s 88    | Troyden Prinsloo                                                  | 7 min 56 s 82  | Ryan Cochrane                                                          | 7 min 58 s 32  |
| 1 500 m              | Park Tae-hwan                                                       | 15 min 06 s 11   | Erik Vendt                                                        | 15 min 07 s 17 | Takeshi Matsuda                                                        | 15 min 08 s 97 |
| Dos                  |                                                                     |                  |                                                                   |                |                                                                        |                |
| 100 m                | Aaron Peirsol                                                       | 53 s 32 RC       | Ryan Lochte                                                       | 54 s 02        | Tomomi Morita                                                          | 54 s 38        |
| 200 m                | Aaron Peirsol                                                       | 1 min 54 s 44 RM | Michael Phelps                                                    | 1 min 56 s 81  | Tomomi Morita                                                          | 1 min 58 s 53  |
| Brasse               |                                                                     |                  |                                                                   |                |                                                                        |                |
| 100 m                | Brendan Hansen                                                      | 59 s 90 RC       | Brenton Rickard                                                   | 1 min 00 s 39  | Kōsuke Kitajima                                                        | 1 min 00 s 90  |
| 200 m                | Brendan Hansen                                                      | 2 min 08 s 50 RM | Kōsuke Kitajima                                                   | 2 min 10 s 87  | Scott Usher                                                            | 2 min 11 s 49  |
| Papillon             |                                                                     |                  |                                                                   |                |                                                                        |                |
| 100 m                | Ian Crocker                                                         | 51 s 47 RC       | Ryo Takayasu                                                      | 52 s 59        | Takashi Yamamoto                                                       | 52 s 71        |
| 200 m                | Michael Phelps                                                      | 1 min 53 s 80 RM | Ryuichi Shibata                                                   | 1 min 55 s 82  | Takeshi Matsuda                                                        | 1 min 56 s 20  |
| 4 nages              |                                                                     |                  |                                                                   |                |                                                                        |                |
| 200 m                | Michael Phelps                                                      | 1 min 55 s 84 RM | Ryan Lochte                                                       | 1 min 56 s 11  | Ken Takakuwa                                                           | 1 min 59 s 81  |
| 400 m                | Michael Phelps                                                      | 4 min 10 s 47 RC | Robert Margalis                                                   | 4 min 13 s 85  | Thiago Pereira                                                         | 4 min 18 s 44  |
| Relais               |                                                                     |                  |                                                                   |                |                                                                        |                |
| 4 × 100 m nage libre | États-Unis Michael Phelps Neil Walker Cullen Jones Jason Lezak      | 3 min 12 s 46 RM | Canada Rick Say Brent Hayden Colin Russell Matt Rose              | 3 min 16 s 20  | Australie Eamon Sullivan Andrew Mewing Leith Brodie Kenrick Monk       | 3 min 16 s 42  |
| 4 × 200 m nage libre | États-Unis Michael Phelps Ryan Lochte Peter Vanderkaay Klete Keller | 7 min 05 s 28 RC | Canada Brian Johns Andrew Hurd Brent Hayden Colin Russell         | 7 min 12 s 39  | Australie Leith Brodie Andrew Mewing Nicholas Ffrost Kenrick Monk      | 7 min 17 s 21  |
| 4 × 100 m 4 nages    | États-Unis Aaron Peirsol Brendan Hansen Ian Crocker Jason Lezak     | 3 min 31 s 79 RC | Japon Tomomi Morita Kōsuke Kitajima Ryo Takayasu Takamitsu Kojima | 3 min 35 s 70  | Australie Matt Welsh Brenton Rickard Andrew Lauterstein Eamon Sullivan | 3 min 36 s 15  |

### Femmes
Légendes : RM : record du monde, RC : record des championnats

## Podiums des épreuves de natation en eau libre

### Hommes
| Épreuves | Or            | Or                 | Argent       | Argent             | Bronze           | Bronze             |
| -------- | ------------- | ------------------ | ------------ | ------------------ | ---------------- | ------------------ |
| 10 km    | Chip Peterson | 1 h 54 min 26 s 68 | Fran Crippen | 1 h 54 min 50 s 46 | Travis Nederpelt | 1 h 55 min 16 s 89 |

### Femmes
| Épreuves | Or           | Or                 | Argent       | Argent             | Bronze      | Bronze             |
| -------- | ------------ | ------------------ | ------------ | ------------------ | ----------- | ------------------ |
| 10 km    | Chloe Sutton | 2 h 04 min 25 s 05 | Kalyn Keller | 2 h 04 min 29 s 08 | Tanya Hunks | 2 h 05 min 01 s 03 |